# Lepenac (rijeka)
Lepenac (albanski: Lepenci, makedonski: Лепенец) je rijeka na jugu Kosova i sjeveru Republike Makedonije, duga je 75 km, i pritoka je rijeke Vardar.

## Tok rijeke kroz Kosovo
Rijeka Lepenac izvire na planini Kodža Balkan, istočno od grada Prizrena, na nadmorskoj visini od 1 820 m. Ispočetka teče na istok, kroz Sirinićku župu, između planina Žar (sa sjevera) i Šar-planine (s juga). Sa Šar-planine prima mnoge male pritoke, i jednu veću Suvu reku, teče kroz gradić Štrpce, zatim teče između Šar-planine i planine Nerodimka (sa sjevera) i kod sela Doganović zavija prema jugu i teče kroz Veliko Kosovo polje.
Ovdje prima svoj najveći pritok, rijeku Nerodimku, s lijeve strane, kod gradića Kačanik i teče u Kačaničku klisuru. Klisura je duga 23 km, i nalazi se između Šar-planine, sa zapada i Skopske Crne gore, s istoka. Po istjeku iz klisure kod sela Sečište rijeka ulazi u Makedoniju poslije 60 km tijeka kroz Kosovo.

## Tok rijeke kroz Makedoniju
Prostalih 15 km, rijeka teče kroz Skopsku kotlinu, s lijeve strane prima nekoliko manjih pritoka iz Skopske Crne gore. Teče pored arheološkog nalazišta Scupi, i na periferiji grada Skopja (kod naselja Gjorče Petrov) uvire u rijeku Vardar na nadmorskoj visini od 262 m.

## Osobine
- Rijeka Lepenac pripada slivu Egejskog mora, sa slivnim područjem od 770 km² (695 km² na Kosovu i 75 km² u Makedoniji).
- Rijeka nije plovna
- Kačanička klisura, je i trasa magistralne ceste Skopje - Priština, kao i željezničke pruge Priština - Skopje.
- Rijeka Lepenac ima potencijalno dobar hidropotencijal, koji se ne koristi. Njene vode se vrlo malo koriste za navodnjavanje.
- Rijeka Lepenac, bila je dio umjetne bifurkacije, kada je rijeka Nerodimka povezivala umjetnim kanalom rijeke; Lepenac i Sitnicu (pritoku Ibra), i na taj način povezivala crnomorski i egejski sliv. Ovaj kanal je izvan upotrebe nakon drugog svjetskog rata.